# Karl Johann Mecséry de Tsoor
Freiherr Karl Johann Mecséry de Tsoor (* 24. Juni 1770 in Raab; † 26. Dezember 1832 in Linz) war k. k. Feldmarschall-Lieutenant und Ritter des Maria-Theresia-Ordens. Am 29. Oktober 1806 erhielt er die Bestätigung des ungarischen Freiherrenstands. 

## Herkunft
Er entstammt der ungarischen Adelsfamilie Mecséry. Seine Eltern waren Paul Mecséry und dessen Ehefrau Rosalie von Kovacs.

## Leben
Er ging bereits in jungen Jahren zur kaiserlichen Armee und kam in das Infanterie-Regiment Nr. 2 (Erzherzog Ferdinand). Er kämpfte im 8. Türkenkrieg und stieg zum Fähnrich und Lieutenant auf. Bei Beginn des Ersten Koalitionskriegs wurde er im September 1793 als Oberlieutenant in den Generalstab versetzt. Er stand bei der Armee in Italien und nahm 1799 an den Schlachten von Cassano und Novi teil. Während der Schlacht bei Ganola (4. November) war er bereits Major, anschließend nahm er noch am Gefecht bei Mondovi (am 13. November) teil. Nach dem Frieden von Luneville wurde Karl Johann Mecséry de Tsoor in das Infanterie-Regiment Nr. 10 versetzt, aber noch vor dem Krieg von 1805 kehrte er als Oberstleutnant in den Generalstab zurück. 1809 wurde er dann als Oberst und Regimentskommandeur in das Infanterie-Regiment Nr. 28 versetzt. Während des Fünften Koalitionskrieges kämpfte er in der Schlacht bei Aspern mit dem Regiment im Zentrum des zweiten Armeekorps.
Bereits am ersten Tag der Schlacht musste das Regiment mehrere Angriffe bestehen. Am zweiten Tag stand das Regiment der französischen schweren Kavallerie unter General d’Espagne gegenüber. Drei Bataillone unter dem Kommando von Mecséry stoppten den Angriff der Kavallerie, der französische General wurde tödlich verwundet. Mecséry wurde dafür am 14. September 1809 mit dem Ritterkreuz des Maria-Theresia-Ordens ausgezeichnet.
Im Mai 1813 wurde er zum Generalmajor befördert und erhielt eine Brigade aus den Regimentern Reuß-Greiz und Vogelsang in der Division Lichtenstein. Er kämpfte damit bei Leipzig sowie im Gefecht bei Lyon. Im Feldzug von 1814 kämpfte er bei Orchamp und La Place sowie in Südfrankreich.
Nach dem Krieg wurde er im Februar 1822 zum Inhaber des Infanterie-Regiments Nr. 51 und im Jahr 1826 zum Feldmarschall-Lieutenant ernannt. Er trat im September 1832 in den Ruhestand und starb wenige Monate später in Linz.

## Familie
Er heiratete 1802 Anna von Zalka (* 10. August 1779; † 23. Januar 1837). Das Paar bekam folgende Kinder:
- Karl (* 19. Januar 1804; † 12. September 1885)
- Johann Nepomuk (* 28. Mai 1811)
- Maria Susanna (* 23. September 1815; † 8. Juni 1888) ⚭ 1842 Freiherr Friedrich von Stiebar (* 20. September 1813; † 30. Januar 1874)[3]